# Luật Công bình

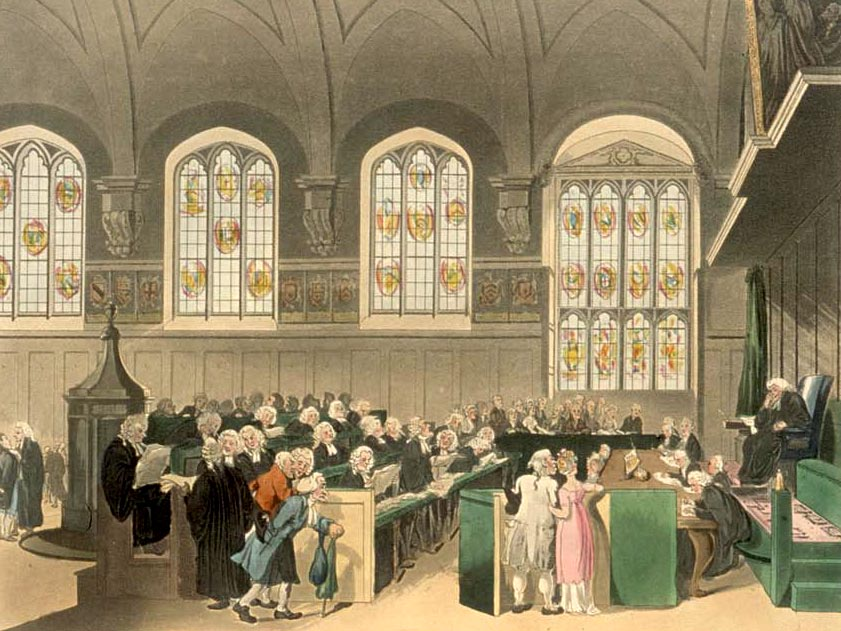
Một phiên tòa Công lý vào thế kỷ XIX

Luật Công bình hay Luật Công lý (Equity Law) là một bộ phận trong hệ thống pháp luật Anh xuất hiện vào thế kỷ XVI, cùng tồn tại song song với hệ thống Thông luật, với đặc trưng là các nguyên lý xây dựng và áp dụng luật chủ yếu được dựa trên yếu tố lẽ công bằng, lẽ phải và công lý. Luật Công lý ra đời trên bối cảnh Thông luật, hệ thống pháp luật chính của nước Anh tại bối cảnh đó đang gặp nhiều bất cập, nhất là trong việc giải quyết các thủ tục tố tụng. Sự hình thành và phát triển của Luật Công lý nhằm sửa đổi và bổ sung cho Thông luật và hoàn thiện Thông luật chứ không nhằm mục đích thay thế nó. Đến nay, nó là một trong hai bộ phận chính của hệ thống pháp luật Anh.

## Sự ra đời

### Những bất cập
Giai đoạn thế kỷ XVI và XVII ở Anh, lúc này tình hình kinh tế xã hội phát triển, tự do kinh tế, tự do mậu dịch được phát triển, nhiều tranh chấp mới phát sinh giữa các thương nhân nhưng các Tòa án hoàng gia không thể giải quyết thấu đáo các tranh chấp này, mặt khác các quy định của thông luật không phù hợp để điều chỉnh những quan hệ mới phát sinh dẫn đến thông luật rơi vào tình trạng khủng hoảng.
Vào thế kỉ thứ XIII, khi mới ra đời Thông luật đã phát huy tác dụng, là một luật rất mềm dẻo vì thẩm phán tự sáng tạo ra các quy phạm pháp luật để giải quyết những vấn đề, vụ việc đưa đến tòa dựa trên các nguyên tắc chung đã được thỏa thuận giữa các thẩm phán. 
Đến cuối thế kỉ XIV, học thuyết tiền lệ pháp được tuân thủ và áp dụng trong các Tòa án Hoàng gia của Anh. Học thuyết tiền lệ pháp là học thuyết mà theo đó các thẩm phán khi giải quyết các vụ việc tại thời điểm hiện tại, phải căn cứ những phán quyết, những quy định trong quá khứ, trong đó có án lệ.
Trong hệ thống pháp luật Anh, một nguyên tắc ra đời từ khoảng thế kỉ XIII có tên Latinh là "stare decisis" (Tiền lệ phải được tôn trọng) có nghĩa là tuân thủ các phán quyết trước đây và không phá vỡ những quy phạm pháp luật đã được thiết lập trong án lệ. Theo nguyên tắc này,các Tòa án cấp dưới chịu sự ràng buộc bởi các nguyên tắc pháp lý do Tòa án cấp trên sáng tạo ra được ghi nhận trong các bản án trong quá trình xét xử các vụ việc trong quá khứ.
Vì sự ràng buộc của học thuyết tiền lệ pháp làm cho Thông luật (Common Law) trở lên cứng nhắc, bởi vì đến một thời điểm thẩm phán không còn đủ tự do để phát triển các quy phạm pháp luật giải quyết những vấn đề đem đến tòa nữa. Khi tình tiết vụ việc khác đi thì các thẩm phán không thể áp dụng tiền lệ pháp cũ nữa nhưng họ cũng không có khả năng sáng tạo ra tiền lệ pháp mới vì bị bó buộc trong khuôn khổ của học thuyết tiền lệ pháp.

### Hệ thống trát
Về mặt thủ tục, bản thân Thông luật được xây dựng trên thủ tục tố tụng khá phức tạp, đặc biệt trong mối quan hệ với hệ thống trát. Trát được sử dụng như một loại giấy thông hành do vua cấp để bên nguyên có thể bước qua cửa Tòa án Hoàng gia, tiếp cận với công lý nhằm giải quyết những oan khuất của mình. Mỗi loại khiếu kiện sẽ có một loại trát tương ứng, vì vậy, tùy thuộc vào bản chất của việc khiếu kiện mà bên nguyên cần giành được loại trát phù hợp mới hi vọng đơn khiếu kiện của mình được Tòa án Hoàng gia thụ lý và giải quyết. 
Bước sang thế kỉ XV, thủ tục tố tụng ngày càng bị chi phối mạnh bởi hệ thống trát, do đó, thủ tục tố tụng thường được coi trọng hơn cả quyền lợi đang bị tranh chấp trong vụ kiện. Nếu đơn khiếu kiện không rơi vào một trong những vụ việc đã có trát lưu hành, bên nguyên sẽ mất quyền khởi kiện, hoặc nếu bên nguyên giành được trát nhưng trát đó không phù hợp với bản chất của vụ kiện, bên nguyên cũng bị tòa bác đơn.

### Hình thành
Do sự cứng nhắc của Thông luật, đặc biệt trong thủ tục xét xử, bên nguyên đơn trong vụ việc tranh chấp thường tiếp tục khiếu kiện lên vua nhằm tìm khiến sự trợ giúp đặc biệt mang tính chất phúc thẩm. Nhiều người khởi kiện không thỏa mãn với phán quyết của các Tòa án hoàng gia mà làm đơn thỉnh cầu lên nhà vua. Họ coi nhà vua là người có quyền lực tối cao và là biểu tượng của Công lý, lẽ công bằng. Lẽ tất nhiên, nhà vua không thể tự mình giải quyết, phân xử hết tất cả những thỉnh cầu của thần dân ông ta mà những thỉnh cầu này gửi lên càng ngày càng nhiều, tranh chấp càng ngày càng đa dạng, phức tạp, chưa kể là có những đơn thỉnh cầu, những tranh chấp vặt vãnh.
Vua thường thông qua viên Đại Chưởng ấn hay còn gọi là Đại Pháp quan hoặc Ngài Đổng lý Văn phòng (Lord Chancellor) là một công chức của Tòa án đồng thời hầu cận của mình đóng vai trò như một pháp quan để giải quyết những đơn kiện loại này. Dân dần nhà vua giao cho Đại chưởng ấn giải quyết luôn những vụ việc và giao quyền cho ông ta. Điều này dẫn đến hệ lụy là Văn phòng đại pháp quan đã dần phát triển thành Tòa đại pháp.
Trong quá trình giải quyết, Đại chưởng ấn đưa ra những giải pháp pháp lý rất phù hợp, hiệu quả vì thường viện dẫn vào "công lý, lẽ phải và tình yêu thương của Chúa trời" dẫn đến số lượng đơn thỉnh cầu tăng lên, khối lượng công việc ngày càng lớn, đòi hỏi phải có một nhân sự và hệ thống thể chế, thiết chế tương đương vì vậy vua ra quyết định thành lập tòa án công bằng. Đầu thế kỷ 16, các quyết định của Tòa công bằng hình thành một hệ thống các quy định pháp lý và Trong quá trình sử dụng công lý để giải quyết các vụ việc, cùng với thời gian, các phán quyết của Đại pháp quan đã phát triển thành tập hợp những quy phạm đặc biệt, được nhắc đến dưới danh nghĩa  "equity" hay Luật Công bình và hình thành một hệ thống pháp luật thứ hai gọi là luật công bằng. Học thuyết về Luật công bình (Equity law) mang nhiều yếu tố của Luật La Mã vì các Đại Chưởng ấn thường là các mục sư bị ảnh hưởng của Luật Giáo hội (cannon law)- một loại luật có cơ sở gần gũi với luật La Mã.

## Đặc trưng
Luật Công bình có nguồn gốc coi nhà vua như biểu tượng của công lý, tất cả các vấn đề đều được gửi đơn thỉnh cầu lên vua Luật công bằng xuất hiện bên cạnh luật chung nhưng không làm thay đổi luật chung và không vô hiệu hoá các quy định của Luật chung (tức thông luật).
So với Thông luật thì Luật Công bình có một số đặc điểm  như các quy phạm thể hiện tính đạo đức, linh hoạt, mềm dẻo và ảnh hưởng nhiều bởi Luật Giáo hội (Do viên quan Đại Chưởng ấn là người đi đạo), các quy định được thiết lập trên nguyên lý "lẽ phải và tình yêu thương của Chúa trời". Ngoài ra hoạt động xét xử của tòa công bình thể hiện tính chất cá nhân, chủ quan. Mặt khác, các thủ tục pháp lý, thủ tục xét xử đa dạng, đơn giản hơn so với Thông luật (không bị ràng buộc nặng nề bởi hệ thống trát).
Luật Công bình ra đời đã khắc phục được những bất cập của Thông luật, giúp giải quyết được các vụ việc không được giải quyết hoặc chưa được giải quyết tại Tòa án Hoàng gia. Với Luật Công bình, những vụ khiếu kiện đều được giải quyết. Trong quá trình xét xử tại tòa, Đại pháp quan không áp dụng các án lệ của Tòa án Hoàng gia, luật Đại pháp quan sử dụng là dựa vào lẽ phải. Nói đến lẽ phải tức là phải có người đúng, người sai rõ ràng nên các vụ việc đưa ra thường được thụ lý giải quyết.
Tòa đại pháp mở đầu quá trình tố tụng không phải bằng trát mà bằng đơn thỉnh cầu, không có mẫu in sẵn, viết bằng thứ tiếng Pháp dùng ở Anh thời trung cổ. Người thỉnh cầu nêu rõ lý do khiếu nại và khẩn cầu sự trợ giúp. Đơn thỉnh cầu phải được gửi kèm theo vật làm tin mới có thể khởi kiện. Với đơn viết tay như thế, mọi oan ức của người dân có thể nhờ công lý mà được giải quyết, tránh được tình trạng như việc sử dụng hệ thống trát trong Tòa án Hoàng gia.
Tại Tòa đại pháp, Đại pháp quan xét xử dựa vào nội dung vụ việc và quyền lợi của các bên tranh chấp, còn tại Tòa án Hoàng gia thì lại rất coi trọng chứng cứ. Trong quá trình xét xử, Đại pháp quan tiến hành thẩm vấn nhằm phát hiện tình trạng lương tâm của bị đơn để gột rửa lương tâm cho bị đơn khi cần thiết. Bên bị sẽ phải trả lời những câu hỏi trên cơ sở tuyên thệ do Đại pháp quan đưa ra. Những câu hỏi thông minh của Đại pháp quan buộc bị đơn tự khai ra các tình tiết của vụ việc, trên cơ sở đó có thể khép bị đơn vào một tội, một lỗi nào đó. Đây là thủ tục tố tụng đặc biệt không hề được sử dụng tại Tòa án Hoàng gia ở cùng thời.
Giải pháp được đưa ra bởi Tòa đại pháp rất khác so với giải pháp đưa ra bởi Tòa án Hoàng gia. Đại pháp quan có thể phát lệnh dưới hình thức tuyên bố quyền của bên nguyên hoặc dưới dạng lệnh buộc bên bị (bên có hành vi gây tổn hại) phải thực hiện hành vi nào đó hoặc cấm bên bị thực hiện hành vi xâm phạm tới lợi ích của bên nguyên. Trong khi đó, Tòa án Hoàng gia chỉ có thể ra phán quyết buộc bên bị có hành vi gây thiệt hại cho bên nguyên phải bồi thường thiệt hại. Từ thực tế này có thể thấy Tòa đại pháp có quyền lực lớn hơn Tòa án Hoàng gia.
Đóng góp to lớn của Luật Công bình đối với hệ thống pháp luật Anh là đã tạo ra chế định ủy thác. Theo nguyên tắc của Thông luật, đối với việc ủy thác đất đai, sau khi đã sang tên đất, người ủy thác không còn quyền sử dụng hợp pháp đối với mảnh đất đã ủy thác, mà phần đất đó đất thuộc về quyền sử dụng hợp pháp của người được ủy thác, quyền sử dụng đất của người được ủy thác chỉ bị giới hạn bởi quy phạm đạo đức chứ không bị giới hạn bởi quy phạm pháp luật. Nên khi có tranh chấp xảy ra thì Tòa án Hoàng gia chưa bao giờ giải quyết được. 
Nhưng tại Tòa đại pháp, trước những vụ việc này Đại pháp quan cho rằng việc người được ủy thác phủ nhận quyền đòi lại đất của người ủy thác là bất công, trái với giáo lý và lương tâm và rằng người được ủy thác chỉ giữ mảnh đất đó vì lợi ích của người ủy thác và sẽ phải trả lại cho người ủy thác khi có yêu cầu. Vì vậy, Đại pháp quan thường ra phán quyết cưỡng chế thi hành những điều kiện theo đó hợp đồng ủy thác được thiết lập để buộc bên được ủy thác thực hiện những cam kết của mình.

## Định hình
Việc hình thành Luật Công bình dẫn đến một hiện trạng tại nước Anh bấy giờ là sự tồn tại song song hai hệ thống tòa – Tòa thông luật và Tòa công bình- dẫn đến sự xung đột về thẩm quyền và "tính hai mặt trong thủ tục tố tụng Anh". Tính hai mặt này là một mặt vừa đặt nặng tính thủ tục và chứng cứ nhưng mặt khác lại bỏ qua tất cả các thủ tục và không coi trọng chứng cứ bằng lẽ phải, một mặt vừa phải tuân thủ hệ thống các án lệ đã có từ trước nhưng mặt khác chỉ phải tuân thủ theo lẽ phải và những phán quyết chủ quan.
Lúc này ở Anh có 3 hệ thống toà án gây nên sự chồng chéo và mâu thuẫn (Hoàng gia, Công bằng và địa phương), ngoài ra các thủ tục tố tụng ở Anh quá phức tạp, mỗi vụ đòi hỏi phải có một loại trát riêng. Và đến cuối thế kỷ XIX ở Anh đã có cuộc cải cách hệ thống toà án và thủ tục tố tụng do sau chiến tranh Anh – Pháp, nước Anh bị lâm vào tình trạng khủng hoảng đòi hỏi phải có cải cách toàn diện.
Điều này đòi hỏi phải có cuộc cải cách pháp luật. Việc cải cách này xuết hiện từ tư tưởng của Jeremy Bantan, ông cho rằng hệ thống pháp luật của Anh mang tính lịch sử, ngẫu nhiên nhiều hơn là tính hợp lý và đề xuất pháp điển hoá ở Anh lúc bấy giờ, ban đầu tư tưởng cải cách này không được ủng hộ của các luật sư, đến cuối thế kỷ XIX đã được chấp nhận và trở thành cơ sở cho việc cải cách pháp luật ở Anh. Mục đích cải cách là hợp nhất hai hệ thống tòa làm một và xóa bỏ tính hai mặt trong thủ tục tố tụng, thống nhất về một mối. Kết quả cải cách là đã hợp nhất hai hệ thống tòa án, xóa bỏ tính hai mặt trong tố tụng. Qua đó khẳng định vị trí của Luật Công bình từ vị trí là bộ phận bổ sung cho Thông luật trở nên bộ phận pháp luật bình đẳng với Thông luật và là một trong hai hệ thống pháp luật trong pháp luật Anh.